# Bétou flygplats
Bétou flygplats är en stängd flygplats vid orten Bétou i Kongo-Brazzaville. Den ligger i departementet Likouala, i den nordöstra delen av landet, 900 km norr om huvudstaden Brazzaville. Bétou flygplats ligger 356 meter över havet. IATA-koden är BTB och ICAO-koden FCOT. Av säkerhetsskäl stängdes flygplatsen tillfälligt 2018.